# Triarthria setipennis
Triarthria setipennis är en tvåvingeart som först beskrevs av Fallen 1810.  Triarthria setipennis ingår i släktet Triarthria och familjen parasitflugor. Arten är reproducerande i Sverige. Inga underarter finns listade i Catalogue of Life.

## Bildgalleri

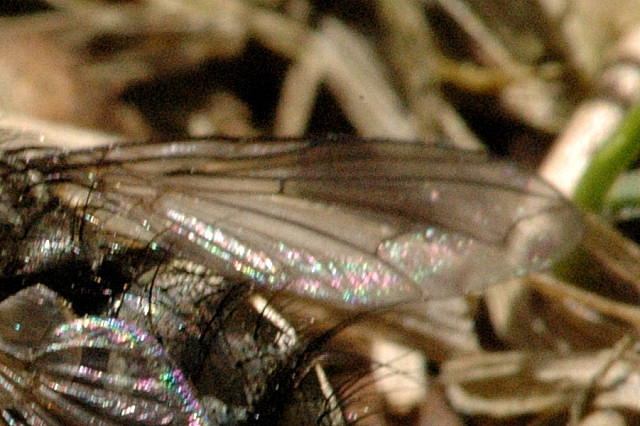